# ポジティブフィードバック

ポジティブフィードバックのブロック線図

ポジティブフィードバック（英: positive feedback、正帰還、正のフィードバックなどとも）するシステムとは、出力の一部を入力にフィードバックし符号を逆にせず加算するシステムである。出力の解が発散することから非安定平衡となる。これとは逆に符号を逆にして加算する（減算する）フィードバックがネガティブフィードバックであり、そちらは安定するシステムとなる。

## 各分野での応用

### 工学

#### 電子工学
わかりやすい応用例にコンパレータがある。コンパレータは入力がわずかにでも大きい側について、その差をポジティブフィードバックで拡大することにより、はっきりした出力として示すものである。コンパレータの出力は通常、回路方式によるクリッピングか飽和が起きるまで、正側か負側にいっぱいに振り切る。原理的には通常の汎用オペアンプにポジティブフィードバックを掛ければ以上のようなコンパレータとして使えることになるが、通常の汎用オペアンプは設計でそのような使い方は想定されていないため、実用には専用のICがある。他には再生回路も応用のひとつである。
入力と出力の時間遅れが計算されたポジティブフィードバックアンプは発振回路となる。またネガティブフィードバックアンプは、一定の時間遅れを持つものとすると、増幅対象の信号がそれに相当する高い周波数においてはポジティブフィードバックになってしまい発振するため、なんらかの対策が必要である。

### 医学
ポジティブフィードバックの例として、
- 下垂体後葉からオキシトシンが分泌され、子宮収縮を起こす。それが神経反射を介して間脳を刺激しオキシトシンが分泌されさらに子宮収縮を起こす。ついには分娩に至る。
- 怪我をすると化学物質が血小板を活性化させるが、活性化された血小板から化学物質が放出され、さらに血小板が活性化され最終的に大きな凝血をつくる。
- 乳児が乳頭を吸引すると乳汁が分泌されるが、同時に乳頭刺激は神経反射を介して視床下部を刺激し、下垂体前葉からプロラクチンを分泌させそれが乳汁分泌を起こす。

### 生物
ポジティブフィードバック機構は生命現象で数多く観察されており、たとえば遺伝子ネットワーク内の遺伝子発現制御、免疫系関連細胞と抗原の相互作用、あるいは生態系において社会性を有する個体群の繁殖等では、ポジティブフィードバックが重要な役割を演じている。遺伝子ネットワーク内の遺伝子発現制御では、ポジティブフィードバック機構が遺伝子ネットワークのオンオフスイッチとして機能を付加することが知られている。

### 経営
1. 被評価者の意欲や能力が良い方向へ増幅されるフィードバック。
2. 被評価者にとって望ましい内容のフィードバック。

ここでのポジティブ、ネガティブは肯定的や否定的という一般的な意味である。工学的には上記の両方の意味合いとして、被評価者が行った過去の行動に対しての結果を未来の行動の軌道修正に使う「ネガティブ・フィードバック」である（工学的なポジティブ・フィードバックを経営に当てはめると、経営リソースを使い果たすまで暴走をするという意味になる）。
ポジティブ・フィードバックは、もともとの工学的な用法を踏まえると、(1)の意味で用いるほうが正確であるが、一般に(2)の定義で用いられることが多い。例えば、「期待以上にがんばった」「給与を大幅に上げよう」などである。(2)の意味でのポジティブ・フィードバックは、和やかな雰囲気で行われることが多く、また摩擦も生まれにくい。一方で、往々にして意欲や能力のさらなる向上につながらない場合も多いため、伝え方の工夫が求められる。

### 経済
ミュルダールの累積的因果関係論とは、全ての要因は相互に関係していて、要因と要因が互いに影響し合い、変化の度合いがますます強まるような状況を解き明かす考え方のことである。現代のシステム理論では、ポジティブ・フィードバックと呼ばれる仕組みである。また、近年のクルーグマンに代表される収穫逓増の経済学の源流にも連なる。ミュルダールの累積的因果関係論は『アメリカのジレンマ』で本格的に提示されたが、彼の初期の理論にもその萌芽が見られる。そうした点で、ミュルダールの累積的因果関係論の先駆性は大いに評価され得る。

### 環境
人間の温室効果ガス排出などの気候システムの外にある要因が引き起こした温暖化が、気候システムの中で作用して、さらに温暖化を加速することを「ポジティブフィードバック」と表現する場合もある。
例えば、山火事は地球の大気中に温室効果ガス（二酸化炭素、メタン、亜酸化窒素）を増加させ、温暖化の加速を引き起こし、さらに山火事の範囲・規模を拡大させるというポジティブフィードバックを引き起こしている。